# Вилхелм (Насау-Вайлбург)
Вилхелм фон Насау-Вайлбург (на немски: Wilhelm von Nassau-Weilburg; * 25 август 1570; † 19 ноември 1597, замък Швалбах) е граф на Насау-Вайлбург (1593 – 1597). Родоначалник е на средната линия на Дом Насау-Вайлбург.

## Живот
Той е четвъртият син (седмото дете) на граф Албрехт фон Насау-Вайлбург (1537 – 1593) и съпругата му Анна фон Насау-Диленбург (1541 – 1616), дъщеря на граф Вилхелм фон Насау. По баща е внук на граф Филип III фон Насау-Вайлбург (1504 – 1559) и правнук на граф Лудвиг I фон Насау-Вайлбург (1466 – 1523). През 1575 г. семейството му се мести от Вайлбург в Отвайлер.
След смъртта на баща му на 11 ноември 1593 г. Вилхелм наследява Вайлбург, по-големият му брат Лудвиг II (1565 – 1627) наследява графството Отвайлер, а по-малкият му брат Йохан Казимир (1577 – 1602) наследява Глайберг. На 12 август 1594 г. граф Филип III фон Насау-Саарбрюкен (1542 – 1602), който няма син, сключва наследствен договор, като обявява тримата млади графа за свои наследнци, които да поделят след смъртта му всичките му владения. Неговата дъщеря Анна Амалия, която е омъжена за граф Георг фон Насау-Диленбург, трябва да получи сумата от 20 000 гулдена според договор от 13 март 1574 г. и още 20 000 гулдена.
След ранната му смърт Вилхелм е наследен от още живите му братя Лудвиг II и Йохан Казимир.

## Фамилия
Вилхелм се жени на 29 (31 януари) 1596 г. в Бирщайн за графиня Ерика фон Изенбург-Бюдинген (* 13 януари 1569; † 5 (16) април 1628, Берлебург), дъщеря на граф Филип II фон Изенбург-Бирщайн (1526 – 1596) и Ирменгард фон Золмс-Браунфелс (1536 – 1577), дъщеря на граф Филип фон Золмс-Браунфелс. Брачният договор се сключва чрез съдействието на граф Филип III фон Насау-Саарбрюкен и граф Йохан Албрехт фон Золмс. Нейната зестра са 3000 гулдена и други 1000 гулдена. Те имат две дъщери:
- Анна (1597 – 1645), омъжена на 28 ноември 1628 г. в Отвайлер за граф Фридрих X фон Лайнинген-Дагсбург-Харденбург (1593 – 1631)
- Елизабет Юлиана (1598 – 1682), омъжена I. на 26 август 1627 г. в замък Швалбах за граф Лудвиг Казимир фон Сайн-Витгенщайн-Берлебург (1598 – 1643), II. на 27 август 1647 г. за граф Георг III фон Сайн-Витгенщайн-Берлебург (1605 – 1680)